# الفحص المجهري (كتاب)

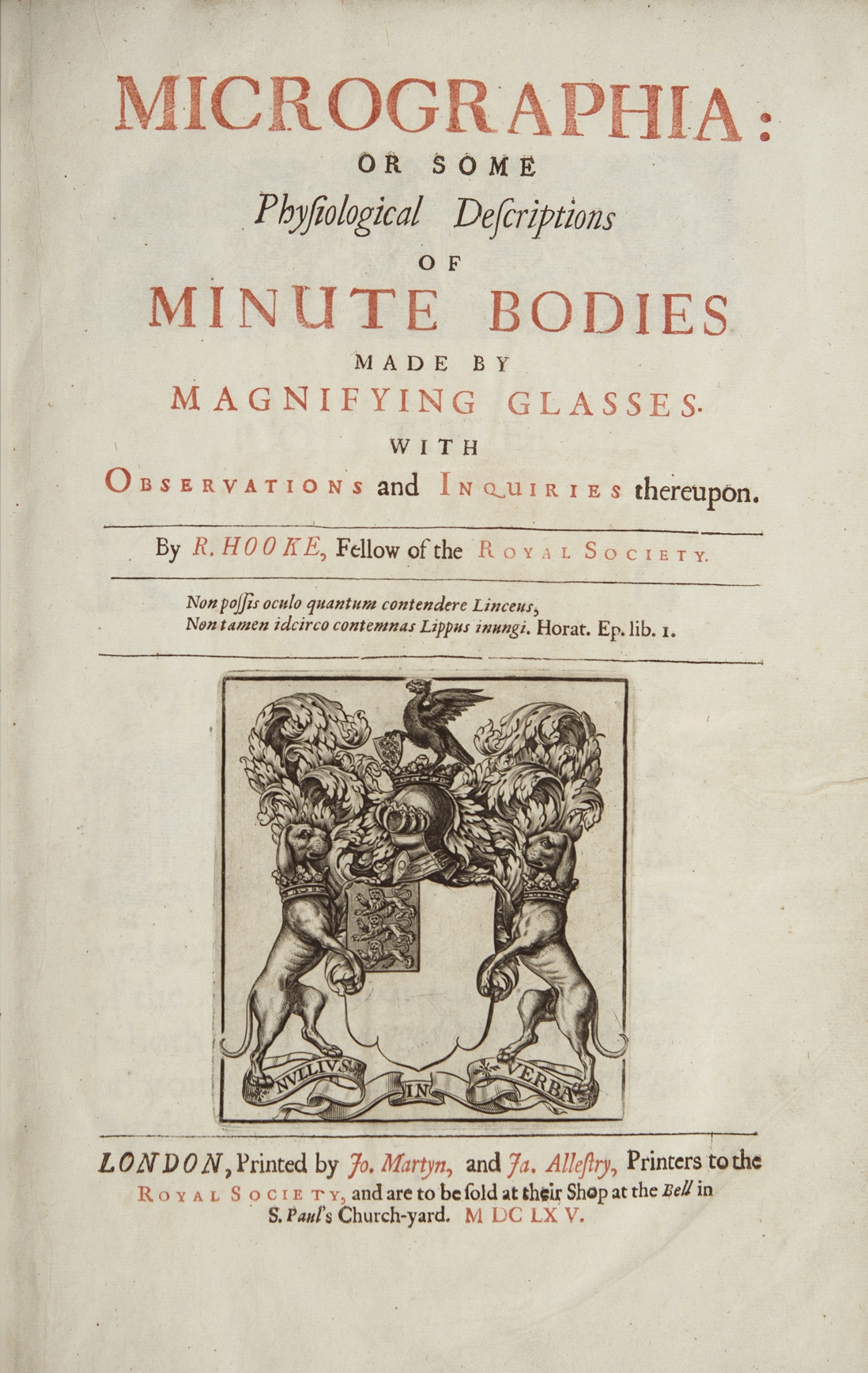
غلاف كتاب الفحص المجهري.

الفحص المجهري (باللاتينية: Micrographia) هو كتاب تاريخي لروبرت هوك، شمل ملاحظات هوك التي رصدها من خلال العدسات. نشر الكتاب في سبتمبر 1665، كأول إصدارات الجمعية الملكية الكبيرة، وكان أكثر الكتب العلمية مبيعًا، حيث أثار شغف جمهور واسع للاهتمام بعلم المجاهر الجديد. كما تميز الكتاب باستحداثه للمطلح البيولوجي الجديد خلية.

الصور
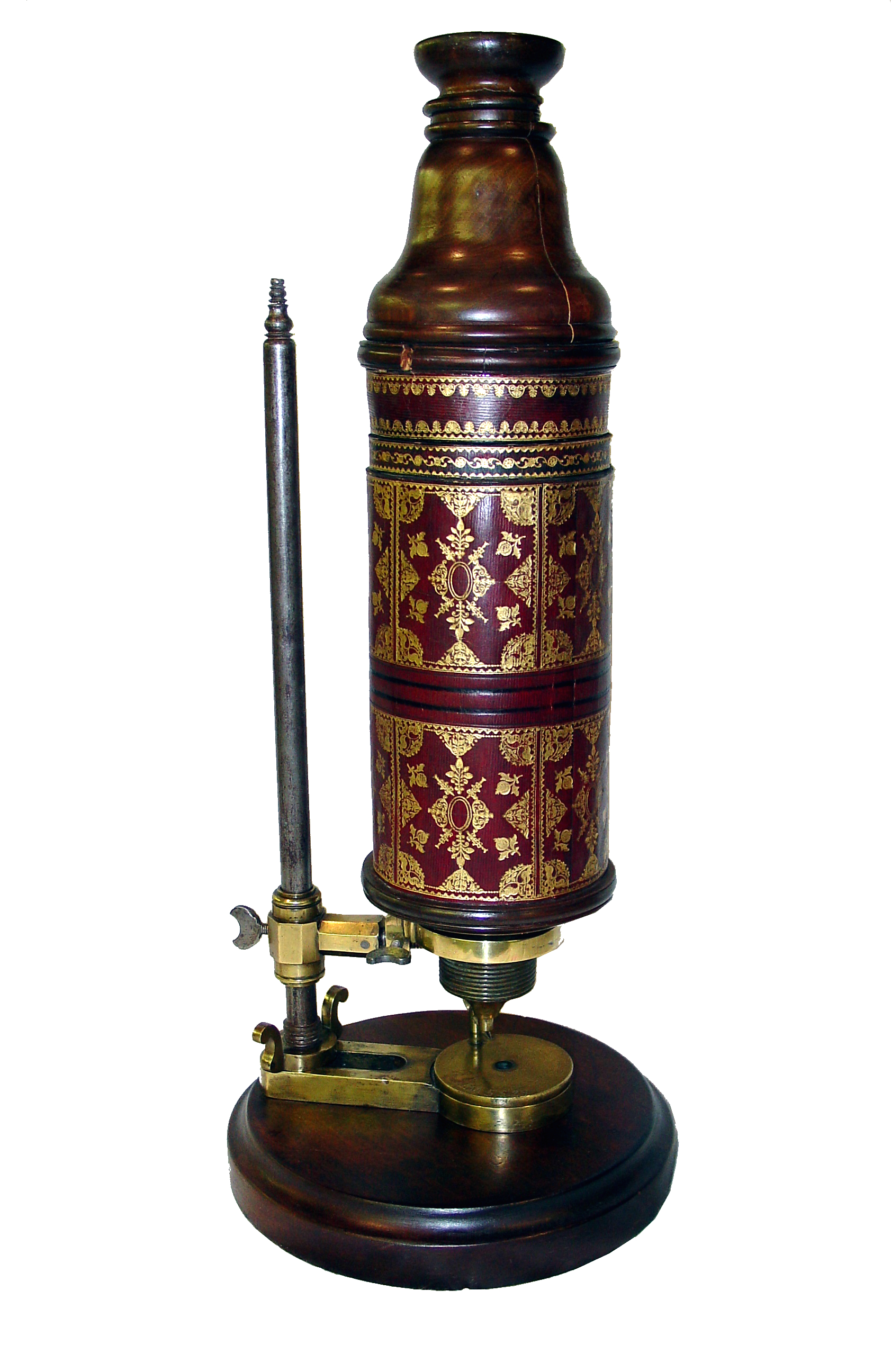
المجهر الذي استخدمه هوك للتوصل للمعلومات التي حواها الكتاب
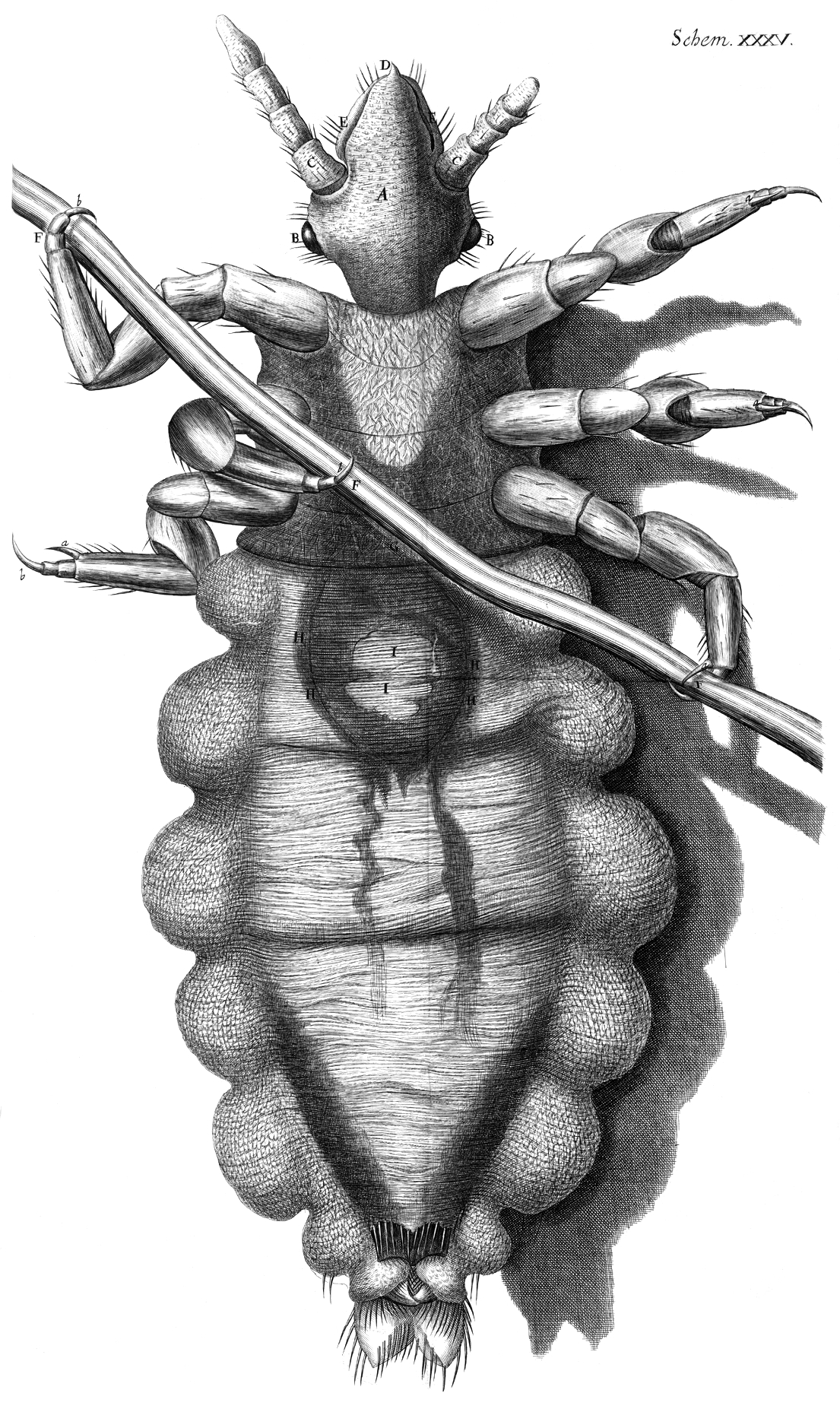
رسم هوك لقمل
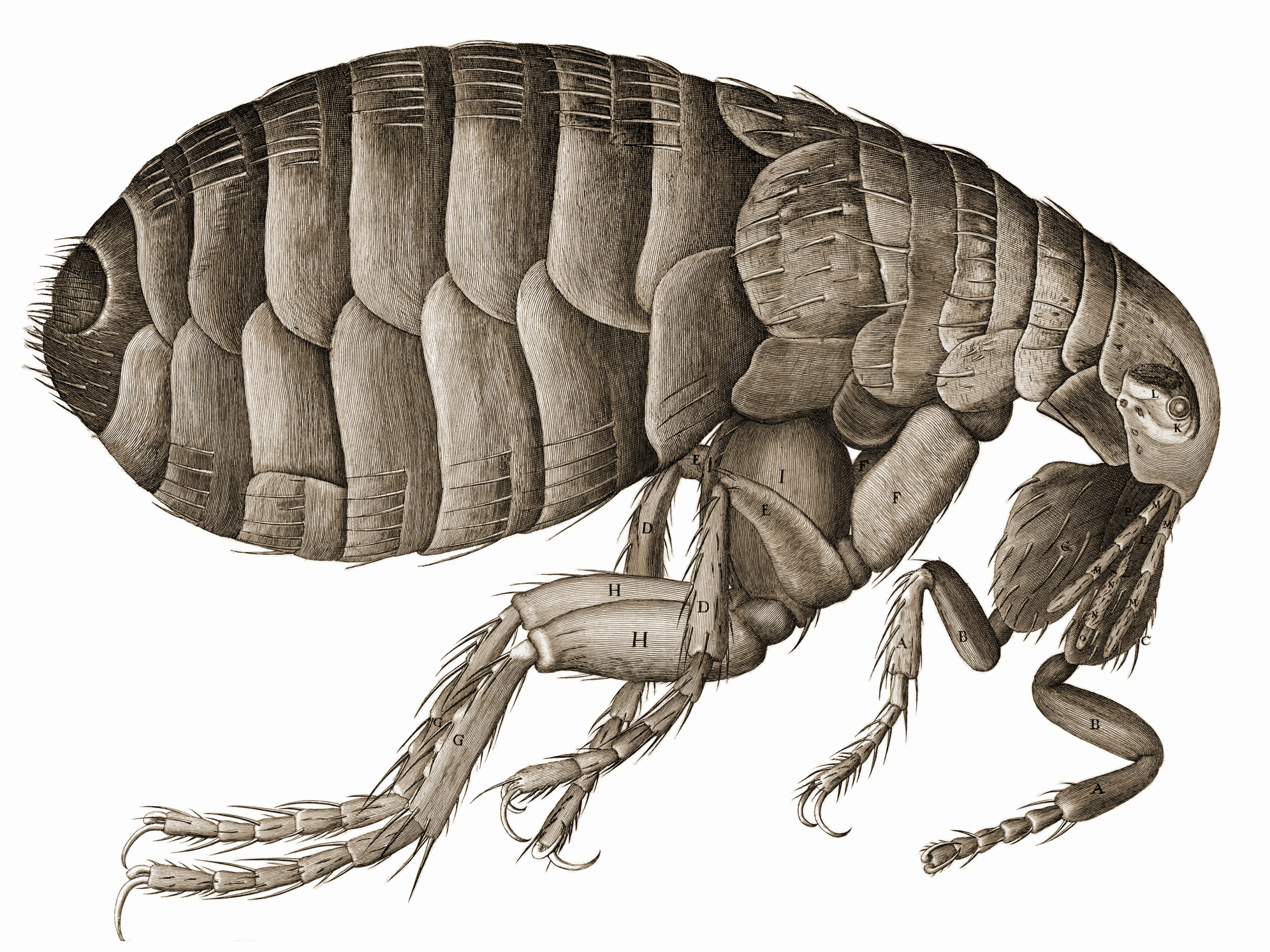
برغوث
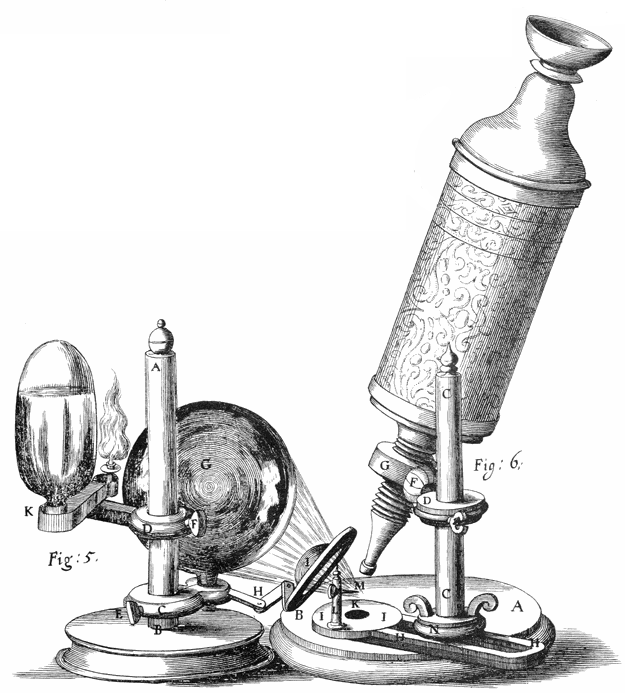
مجهر روبرت هوك.
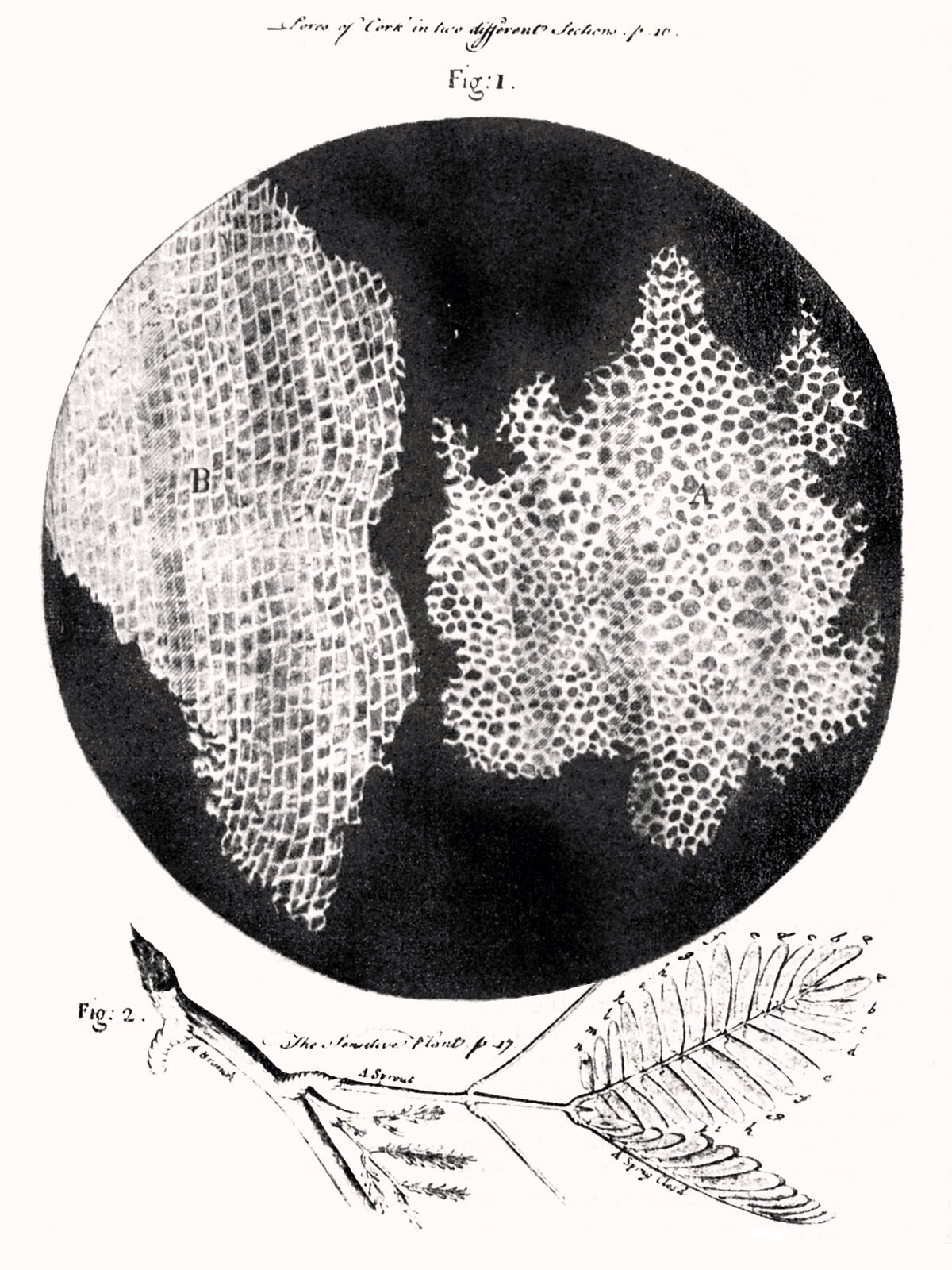
"خلية" في فلين.
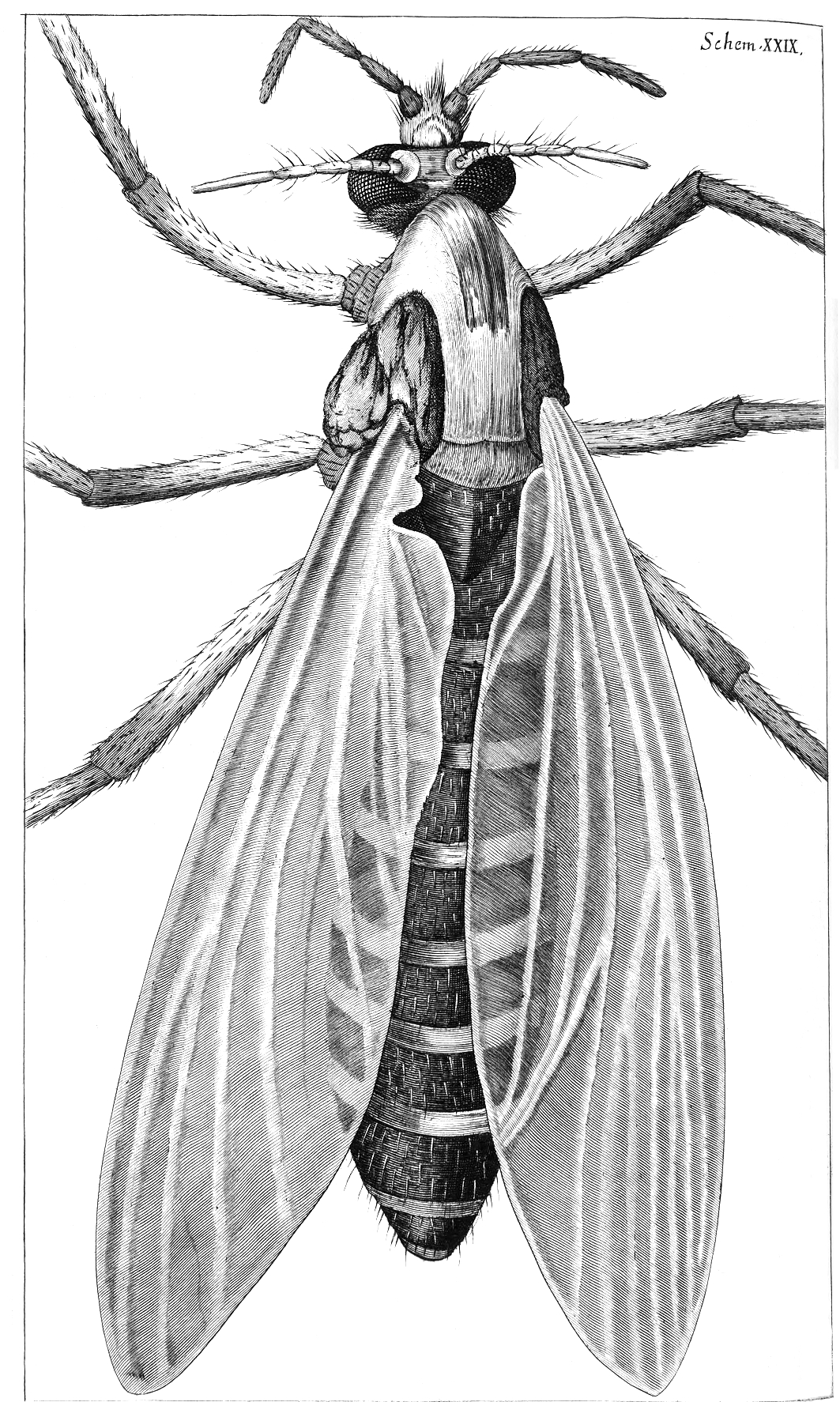
بعوضة.

## وصلات خارجية
- الفحص المجهري على موقع الموسوعة البريطانية (الإنجليزية)
- Project Gutenberg Micrographia text
- Turning the Pages-virtual copy of the book from the National Library of Medicine
- Micrographia - full digital facsimile at Linda Hall Library